# 白毛马蓝
白毛马蓝（学名：Pteracanthus leucotrichus），为爵床科马蓝属下的一个植物种。